# 谷川知未
谷川 知未（たにがわ ともみ、1979年1月5日 - ）は関西のローカルタレント。ヤマハエレクトーンのデモンストレーターとしても登録されている。おはよう朝日です（朝日放送）ではエレクトーン奏者、リポーターとして出演していた（2002年4月～2009年9月）。

## 人物・経歴
- 大阪府出身で、血液型はA型。愛称「ともちゃん」。

おはよう朝日ですのエレクトーン奏者となる前は、幼稚園の教諭をしていた。
- 「おはよう朝日です」でジャニーズ系の芸能ニュースの際に時折コメントを述べることもあった。
- 趣味はショッピング、クラリネット。
- 2009年9月25日、レポーター時代を含めて7年半出演した「おはよう朝日です」を卒業。
- 2009年12月　語学留学のためフランスへ